# بايرون بويد
بايرون بويد (بالإنجليزية: Byron Boyd)‏ هو سياسي أمريكي، ولد في 31 أغسطس 1864 في كندا، وتوفي في 1941. حزبياً، نشط في الحزب الجمهوري.